# 松平頼順
松平 頼順（まつだいら よりゆき）は、江戸時代中期の水戸徳川家御連枝。

## 生涯
水戸藩4代藩主・徳川宗堯の庶長子として誕生。母は岡島弥兵衛の娘礼武。幼名を軽麻呂、主税。はじめ翰鄰（もとちか、「翰」は実弟で第5代藩主となった徳川宗翰の偏諱と思われる）と称した。
宗堯の長男として生まれるも、庶子のため家督は継がず、藩内で2万石を得て分家した。長男の鐵吉が宝暦13年（1763年）に2歳で死去するなど男子に恵まれず、甥の頼図（よりのり、宗翰の子）を婿養子（娘・元の夫）として迎えた。頼順は安永3年（1774年）7月6日に没し（享年48）、頼図が跡を継ぐこととなるが、頼図も安永5年（1776年）に22歳（満21歳）で早世したため、結局駒込松平家は2代で断絶した。
松下烏石に教えられた書法を、水戸藩の立原翠軒に伝える。

## 系譜
- 父：徳川宗堯
- 母：礼武 - 岡島弥兵衛の娘
- 室：窪田氏
  - 長女：栄 - 松平頼亮正室
  - 次女：元 - 松平頼図室
- 室：田沢氏
  - 長男：鐵吉
- 養子
  - 男子：松平頼図（1755年 - 1776年） - 徳川宗翰の五男